# Народни фронт за ослобођење Јужног Вијетнама
Народни фронт за ослобођење Јужног Вијетнама (виј. Mặt Trận Dân Tộc Giải Phóng Miền Nam; енгл. National Front for the Liberation of Southern Vietnam), такође познат као Вијетконг (виј. Việt Cộng), је била примарна побуњеничка организација која се борила против амерички оријентисане владе Републике Вијетнам (Јужни Вијетнам) током Вијетнамског рата.
Вијетконг је тврдио да је био национални фронт свих елемената који су се противили постојећој влади, били комунисти или не. Његова војна организација је била позната као Народноослободилачке оружане снаге (енглески: People's Liberation Armed Forces – ПЛАФ). ПЛАФ је, према званичној историји (северно)вијетнамски армије, био директно потчињен главном штабу у Ханоју. Име Вијетконг је дошло од вијетнамског погрдног термина за вијетнамске комунисте (вијетнамски: Việt Nam Cộng Sản). Вијетконг себе никада није називао тим именом и увек је тврдио да је народни фронт свих снага који се боре против владе Јужног Вијетнама. Амерички војници су обично звали припаднике Вијетконга као Чарли што је долазило од изговора скраћенице ВЦ (Виктор Чарли) у фонетском алфабету оружаних снага САД.

## Организација
Вијетконг је био званично независан од оружаних снага Северног Вијетнама и иако су многи чланови били комунисти, НЛФ се такође састојао од оних који се су се придружили Фронту у борби против политике председника Нга Дина Зјема. Ипак, како је рат са Американцима беснео, Северни Вијетнам је повећао учешће свог особља у штабу и официрском кадру Вијетконга, као и повећао размештање својих снага. Званична историја ПАВН-а означава ПЛАФ као део ПАВН-а. Комунистички кадрови су такође од почетка формирали већину одлучујућег кадра организације, иако су некомунисти, охрабривани од стране првог председника НЛФ-а Нгујена Ху Тоа, такође били укључени у овај процес.
У класичном партизанском рату, Вијетконг је тежио успостављању ослобођених зона широм Јужног Вијетнама, а одговор снага САД/АРВН у виду великих јединица и конвенционалног ратовања није био у стању да изађе на крај са герилским инфраструктурама у селима.
Због врло блиских веза између Вијетконга и северновијетнамске Владе, неки су тврдили да је Вијетконг марионета Северновијетнамаца. Заиста, до краја рата само 25% комунистичких снага су били из Вијетконга, а 75% су били Северновијетнамци. Вијетконг са своје стране никад није порицао своје везе са Ханојем, али је увек тврдио да је независна организација.
Америчка војска је користила термин Вијетконг за наследника Вијетмина, који се односио на снаге које је предводи Хо Ши Мин против Француза у Првом индокинеском рату, од 1945. до 1954; ипак, за разлику од Вијетмина који се односио на све снаге које су се бориле против Француске, Вијетконг се односио само на побуњеничке снаге у Јужном Вијетнаму. Северновијетнамска војска се описивала као ПАВН (PAVN: People’s Army of Vietnam –Народна армија Вијетнама) или просто НВА (NVA:North Vietnamese Army – Северновијетнамска војска). Вијетконг се често појављивао међу цивилним становништвом и зато амерички војници нису могли да примете разлику између вијетконговских побуњеника и мирољубивих цивила. Током Вијетнамског рата, америчка државна политика је била да се заробљени припадници Вијетконга и северновијетнамски регуларни војници не третирају као ратни заробљеници према Женевској конвенцији из 1949.

## Тет офанзива и касније
Током прославе Тета, вијетнамске нове године 1968. Вијетконг је прекршио празнични прекид ватре између себе и снага САД и Републике Вијетнам и напао је многе важније градове, седишта провинција и села широм Јужног Вијетнама. Тет офанзива је била изненађење за америчку јавност, која је добијала сталне оптимистичке процене рата од генерала Вилијема Вестморленда који је у почетком Тета тврдио да Вијетконг није успео да оствари психолошку победу. Вестморлендове изјаве су доведене у питање од стране историчара Вијетнама који су тврдили да је главни циљ Тет офанзиве био да се Америка доведе за преговарачки сто. Такође су додали да је процена броја жртава, који је био стандардни амерички метод којим је оцењиван успех у Вијетнаму, била преувеличаван на разне начине, укључујући и додавање цивила као оних из масакра из Ми Лаја укупном броју. Иако су главне војне снаге ПЛАФ-а без сумње тешко погођене Тет офанзивом, историчари различито процењују степен губитака који је НЛФ претрпео као резултат Тет офанзиве.
Јавно мишљење на западу о Тет офанзиви се понекад приказује као најважнији неуспех за САД, војног џина којег је понизио НЛФ. Ипак, ове анализе нису имале много подршке међу вијетнамским научницима. Заправо, академици указују на чињеницу да су амерички медији за време Тет офанзиве ухваћени неспремни, посебно у светлу Вестморлендових прилично погрешних прогноза. Волтер Кронкит је 27. фебруара 1968. изјавио да су САД ”упале у ћорсокак” у Вијетнаму. Идеја да Вијетнам не може бити побеђен и да би се уместо тога требало решити повлачењем са чашћу је водила и Џонсонов и Никсоновове режиме и довело је до каснијег процеса вијетнамизације рата.
1969. Вијетконг је основао привремену Републику Јужни Вијетнам која је деловала до краја Вијетнамског рата и дошла на власт кратко након пада Сајгона 1975. и пре уједињења земље под вођством Комунистичке партије Вијетнама у Социјалистичку Републику Вијетнам. Некомунистима није било дозвољено да учествују прелазној влади.